# Municipio de Timbo
El municipio de Timbo (en inglés: Timbo Township) es un municipio ubicado en el condado de Stone en el estado estadounidense de Arkansas. En el año 2010 tenía una población de 233 habitantes y una densidad poblacional de 7,48 personas por km².

## Geografía
El municipio de Timbo se encuentra ubicado en las coordenadas 35°52′18″N 92°19′34″O / 35.87167, -92.32611. Según la Oficina del Censo de los Estados Unidos, el municipio tiene una superficie total de 31.16 km², de la cual 31,14 km² corresponden a tierra firme y (0,04 %) 0,01 km² es agua.

## Demografía
Según el censo de 2010, había 233 personas residiendo en el municipio de Timbo. La densidad de población era de 7,48 hab./km². De los 233 habitantes, el municipio de Timbo estaba compuesto por el 97,85 % blancos, el 0,43 % eran asiáticos, el 0,43 % eran de otras razas y el 1,29 % eran de una mezcla de razas. Del total de la población el 0,86 % eran hispanos o latinos de cualquier raza.